# NA3
NA3 war ein Experiment am Super Proton Synchrotron des CERN das 1975 bis 1994 durchgeführt wurde. Neben der Erforschung der Produktion hochenergetischer Myonen in Pion-Proton-Kollisionen wurde in denselben Kollisionen die direkte Photon-Produktion erforscht und nach exotischen Teilchen gesucht. Sprecher der Kollaboration war Aldo Michelini. Der genaue Aufbau des Experiments wurde während der Datennahme immer wieder verändert.